# Mark Najmark
Mark Aronovič Najmark (in russo Марк Ароно́вич Наймарк?; Odessa, 5 agosto 1909 – Odessa, 30 dicembre 1978) è stato un matematico sovietico.
Ha dato importanti contributi nel campo dell'analisi funzionale e fisica matematica.

## Vita
Naimark è nato il 5 dicembre 1909 a Odessa, parte dell'odierna Ucraina, ma che allora faceva parte dell'Impero russo. La sua famiglia era ebrea, suo padre Aron Iakovlevich Naimark un artista professionista e sua madre Zefir Moiseevna. Aveva quattro anni all'inizio della prima guerra mondiale nel 1914 e sette quando iniziò la tumultuosa Rivoluzione russa nel 1917. Mostrando un talento precoce per la matematica, Naimark si iscrisse a un istituto tecnico all'età di quindici nel 1924 subito dopo la fine della guerra civile russa. Lì studiò mentre lavorava in una fonderia fino all'iscrizione alla facoltà di Fisica e Matematica presso l'Istituto di Educazione Nazionale di Odessa nel 1929. Nel 1932 sposò sua moglie Larisa Petrovna Shcherbakova, con la quale ebbe due figli.
Nel 1933, Naimark iniziò gli studi universitari presso la Odessa State University nel Dipartimento di Teoria delle Funzioni. È stato supervisionato dall'analista funzionale Mark Krein, completando la tesi del suo candidato nel 1936. Krein all'epoca era ancora un giovane matematico, solo due anni più vecchio di Naimark, ma avevano già costruito un gruppo di ricerca in analisi funzionale, e hanno lavorato insieme ad alcuni dei primi lavori di Naimark sulle forme simmetriche ed hermitiane. Nel 1938 Naimark iniziò i suoi studi di dottorato presso il Steklov Institute of Mathematics, dove sviluppò la sua celebre opera sulle n estensioni autoaggiunte di operatori simmetrici e iniziò una collaborazione con Israel Gelfand che durò per oltre un decennio. Conseguì il dottorato nel 1941 e prese la cattedra presso l'Istituto sismologico dell'Accademia delle scienze dell'URSS.
Nel 1941 Hitler invase l'Unione Sovietica e nello stesso anno l'occupazione rumena e tedesca dell'Ucraina portò al massacro di Odessa del 1941 nella città natale di Naimark. Naimark si unì al servizio speciale (chiamato "guardia interna") durante la guerra e lavorò sul fronte sindacale, trasferendosi a Tashkent con l'Istituto sismologico alla fine del 1941 mentre l'esercito nazista avanzava su Mosca, dove rimase fino a quando 1943.
Dopo la guerra Naimark tornò a Mosca, dove lavorò in vari istituti, e nel 1954 divenne professore nel Dipartimento di Matematica dell'Istituto Fisico-Tecnico di Mosca. Fu nominato professore presso lo Steklov Institute of Mathematics nel 1962, dove rimase per il resto della sua carriera, e supervisionò sette dottorandi. Durante la stesura del suo ultimo libro, Teoria delle rappresentazioni di gruppo, Naimark era troppo malato per scrivere da solo, e così lo completò sotto dettatura alla moglie. Naimark morì il 30 dicembre 1978 all'età di 69 anni dopo una lunga malattia, e fu sepolto nel Cimitero di Kuntsevo a Mosca. Aveva scritto 123 articoli e cinque libri.

## Lavoro
Gli interessi di Naimark si sono formati negli anni '30 durante l'età d'oro dell'analisi funzionale in URSS. I suoi primi lavori con Kerin includevano lo sviluppo della teoria della separazione delle radici delle equazioni algebriche. Naimark iniziò anche a interessarsi alle tecniche pedagogiche in questo momento, un interesse che rimase con lui per il resto della sua vita. Dopo essersi trasferito allo Steklov Institute of Mathematics per la sua D.Sc. Naimark ha lavorato intensamente alla teoria spettrale, alle estensioni degli operatori simmetrici e alla teoria della rappresentazione degli operatori localmente compatti. La sua collaborazione con Israel Gelfand negli anni '30 e '40 ha portato a diversi risultati fondamentali nell'analisi funzionale, inclusi il teorema di Gelfand-Naimark e il teorema GNS del 1943.
Durante il suo servizio nella seconda guerra mondiale Naimark ha scritto diversi articoli sulla sismologia e ha contribuito a sviluppare la Teoria spettrale delle equazioni differenziali ordinarie. Ha lavorato in particolare su operatori differenziali singolari del secondo ordine a spettro continuo, utilizzando autofunzioni per descrivere le loro scomposizioni spettrali, e studiando il concetto di singolarità spettrale. I suoi risultati sono riassunti nella monografia Linear Differential Operators, pubblicata nel 1954.
Nel 1956 Naimark pubblicò la sua monografia Normed Rings, che diede la prima trattazione completa delle algebre di Banach e fu enormemente influente nello sviluppo di il campo. La sua monografia del 1958 Rappresentazioni lineari del gruppo di Lorentz ha contribuito a sviluppare la teoria di rappresentazioni della serie fondamentale del complesso gruppo classicos, a cominciare da SL(2,C). Con Zhelobenko ha successivamente generalizzato questi risultati a tutti i complessi gruppi di Lie semisemplici. Negli anni '60 gli interessi di Naimark si concentrarono più intensamente sulla teoria della rappresentazione di gruppi e algebre in spazi a metrica indefinita, che divenne oggetto della sua ultima monografia (1976), La teoria delle rappresentazioni di gruppo.
Il nome di Naimark è associato a diverse idee importanti nell'analisi funzionale:
- Il teorema di Gelfand–Naimark sulla rappresentazione di C*-algebre mediante operatori limitati
- Teorema di dilatazione di Naimark su estensioni di operatori simmetrici
- La costruzione Gelfand–Naimark–Segal (la costruzione GNS) che stabilisce una corrispondenza tra *-rappresentazioni cicliche e funzionali lineari
- Problema di Naimark sulle rappresentazioni irriducibili di C*-algebre in termini di operatori compatti su uno spazio di Hilbert.
- Equivalenza Naimark di due rappresentazioni di gruppo su uno spazio di Banach

## Pubblicazioni selezionate
- Rappresentazioni unitarie del gruppo classico (con I. M. Gelfand, 1950)
- Operatori differenziali lineari, 1954
- Anelli normati, 1956
- Rappresentazioni lineari del Gruppo Lorentz, 1958
- Teoria delle rappresentazioni di gruppo, 1976

(tutti i libri di cui sopra sono stati scritti in russo)